# Lennart Jansson (musiker)
Lennart Joel Harald Jansson, född 11 maj 1932 i Karlskrona, död 13 juni 1999 i Maria Magdalena församling i Stockholm, var en svensk musiker. Han var medlem i Arne Domnérus orkester. 

## Filmografi roller
- 1955 – Danssalongen